# Flashback (2 Fabiola)
Flashback is een single van het Belgisch muziekproject 2 Fabiola uit 1998.
De single had geen B-kant.
Het nummer verscheen op het album Androgyne uit 1998.

## Meewerkende artiesten
- Producer
  - Olivier Adams
  - Pat Krimson
- Muzikanten
  - Pat Krimson (keyboards)
  - Zohra Aït-Fath (zang)